# Genjirō Kaneko

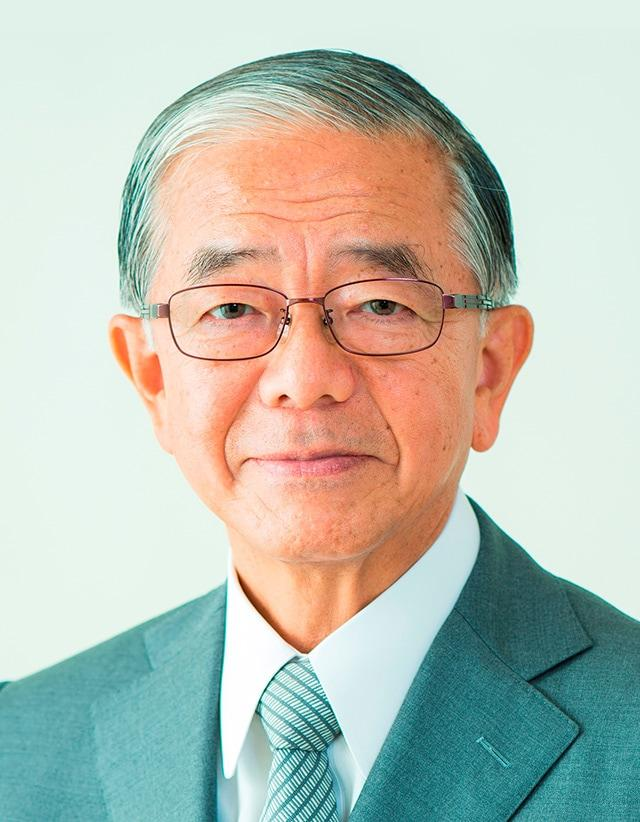
Genjirō Kaneko, 2021

Genjirō Kaneko (jap. 金子 原二郎 Kaneko Genjirō; * 8. Mai 1944 in Ikitsuki, Landkreis Kitamatsuura (heute: Hirado), Präfektur Nagasaki) ist ein ehemaliger japanischer Politiker Von 1998 bis 2010 war er parteiloser Gouverneur von Nagasaki. Davor seit 1983 im Abgeordnetenhaus und danach bis 2022 im Senat war er Abgeordneter im Nationalparlament für Nagasaki als Mitglied der Liberaldemokratischen Partei (LDP), darin zuletzt der Kishida-Faktion. Von 2021 bis 2022 war er Minister für Landwirtschaft, Forst und Fischerei im ersten und zweiten Kabinett Kishida.

## Leben
Kaneko arbeitete nach Abschluss seines Studiums an der geisteswissenschaftlichen Fakultät der Keiō-Universität 1968 zunächst für das Fischereiunternehmen Nihon Suisan, ab 1969 für Kanai Bussan. 1975 wurde er in das Präfekturparlament gewählt. In seiner dritten Amtszeit legte er sein Mandat nieder und wechselte bei der Shūgiin-Wahl 1983 in die nationale Politik: Im 2. Wahlkreis Nagasaki (vier Mandate), dem bisherigen Wahlkreis seines Vaters, wurde er für die LDP mit dem zweithöchsten Stimmenanteil ins Shūgiin, das nationale Unterhaus, gewählt. Er wurde danach viermal, zuletzt 1996 im neu geschaffenen Einzelwahlkreis Nagasaki 4 im Amt bestätigt. Im Shūgiin war er unter anderem parlamentarischer Staatssekretär (seimujikan) im Bauministerium und Vorsitzender des Sonderausschusses für Steinkohle sowie des Justizausschusses.
Als Gouverneur Isamu Takada 1998 nicht für eine dritte Amtszeit kandidierte, gewann Kaneko die Wahl um seine Nachfolge. Er wurde 2002 und zuletzt 2006 mit Unterstützung von LDP, Kōmeitō und Sozialdemokratischer Partei im Amt bestätigt. Ab 2005 war er auch Vorsitzender der regionalen Gouverneurskonferenz Kyūshū (Kyūshū-chihō chijikai). Er kündigte an, bei den Gouverneurswahlen am 21. Februar 2010 nicht für eine vierte Amtszeit kandidieren zu wollen. Die Wahl um seine Nachfolge am 21. Februar 2010 gewann der bisherige Vizegouverneur Hōdō Nakamura, der sein Amt am 2. März 2010 antrat.
Im Juli 2010 trat Kaneko bei der Sangiin-Wahl 2010 für die LDP in Nagasaki (ein Mandat) an und konnte den demokratischen Amtsinhaber Tadashi Inuzuka schlagen. 2016 wurde er gegen Hideko Nishioka (DFP) wiedergewählt. Zur Wahl 2022 zog er sich aus der Politik zurück. Seinen Sitz gewann Keisuke Yamamoto für die LDP.

## Familie
Kanekos Vater Iwazō war Shūgiin-Abgeordneter für den 2. Wahlkreis Nagasaki und in den 1970er und 1980er Jahren Landwirtschafts- und Wissenschaftsminister. Kanekos Sohn Yōzō gewann bei einer Shūgiin-Nachwahl im 4. Wahlkreis Nagasaki im Oktober 2023 Kanekos früheren Sitz im Abgeordnetenhaus.